# Plectaster decanus
La stella marina del mosaico, (Plectaster decanus (Müller & Troschel, 1843)) è una specie di stella marina che vive sulle coste meridionali dell'Australia. È l'unica specie del genere Plectaster.

## Descrizione

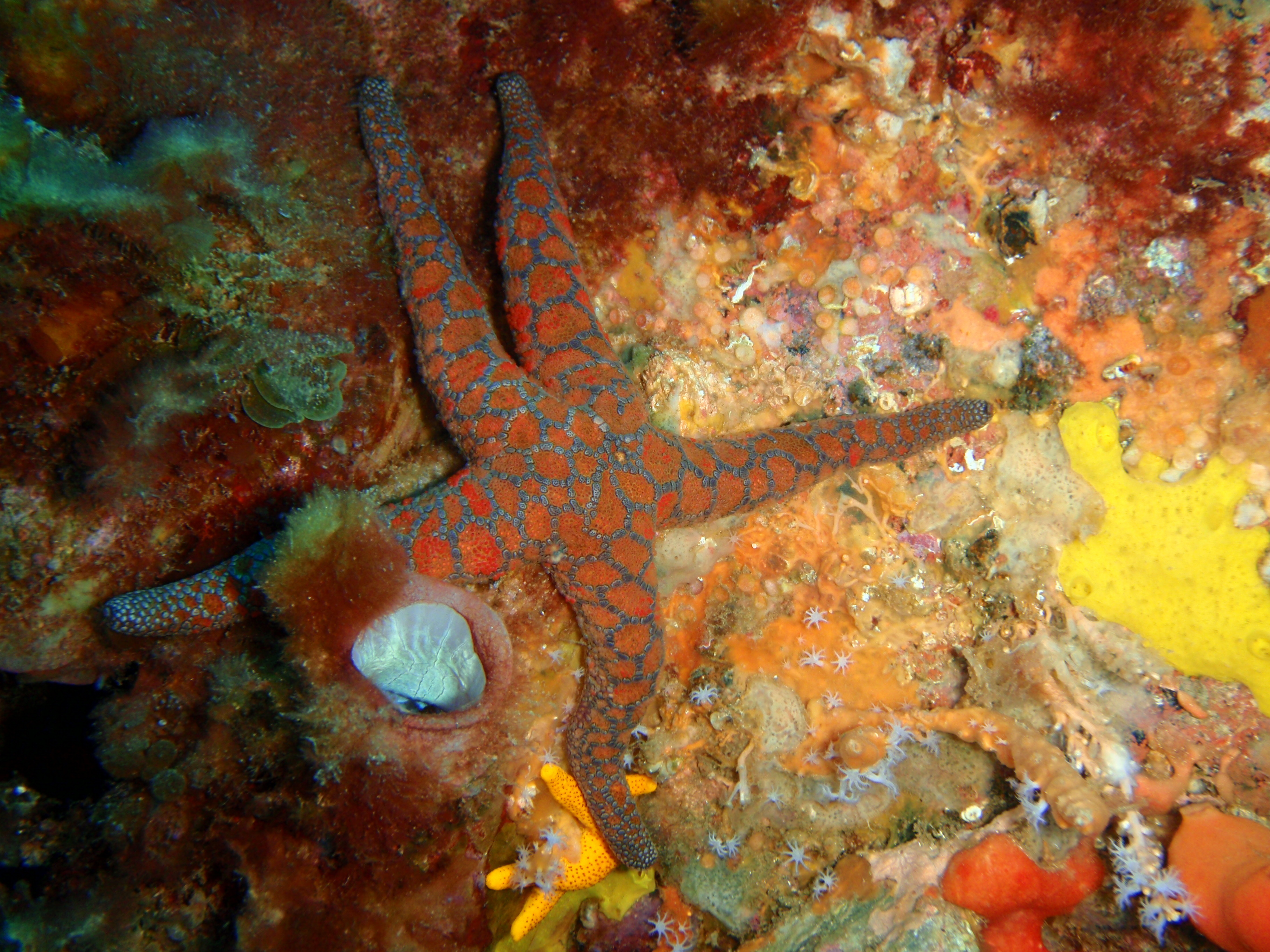
Una Plectaster decanus

Il nome scientifico della specie fu pubblicato nel 1843 da Johannes Peter Müller e Franz Hermann Troschel.
Questa specie di  stelle marine ha cinque braccia. Questa specie si distingue per i suoi colori molto vivaci. Un gruppo di creste gialle sollevate copre la superficie superiore rossa ed è di consistenza morbida. Il plectaster decanus è una delle poche stelle marine velenose e può causare intorpidimento negli esseri umani se viene trasportato per un certo periodo di tempo.

## Distribuzione e habitat
Questa specie vive nelle scogliere rocciose al largo della costa meridionale dell'Australia. Vive a una profondità di 30-600 piedi (10–180 m).

## Biologia
Il plectaster decanus si nutre principalmente di spugne.